# فاو-۲ شماره ۱۳

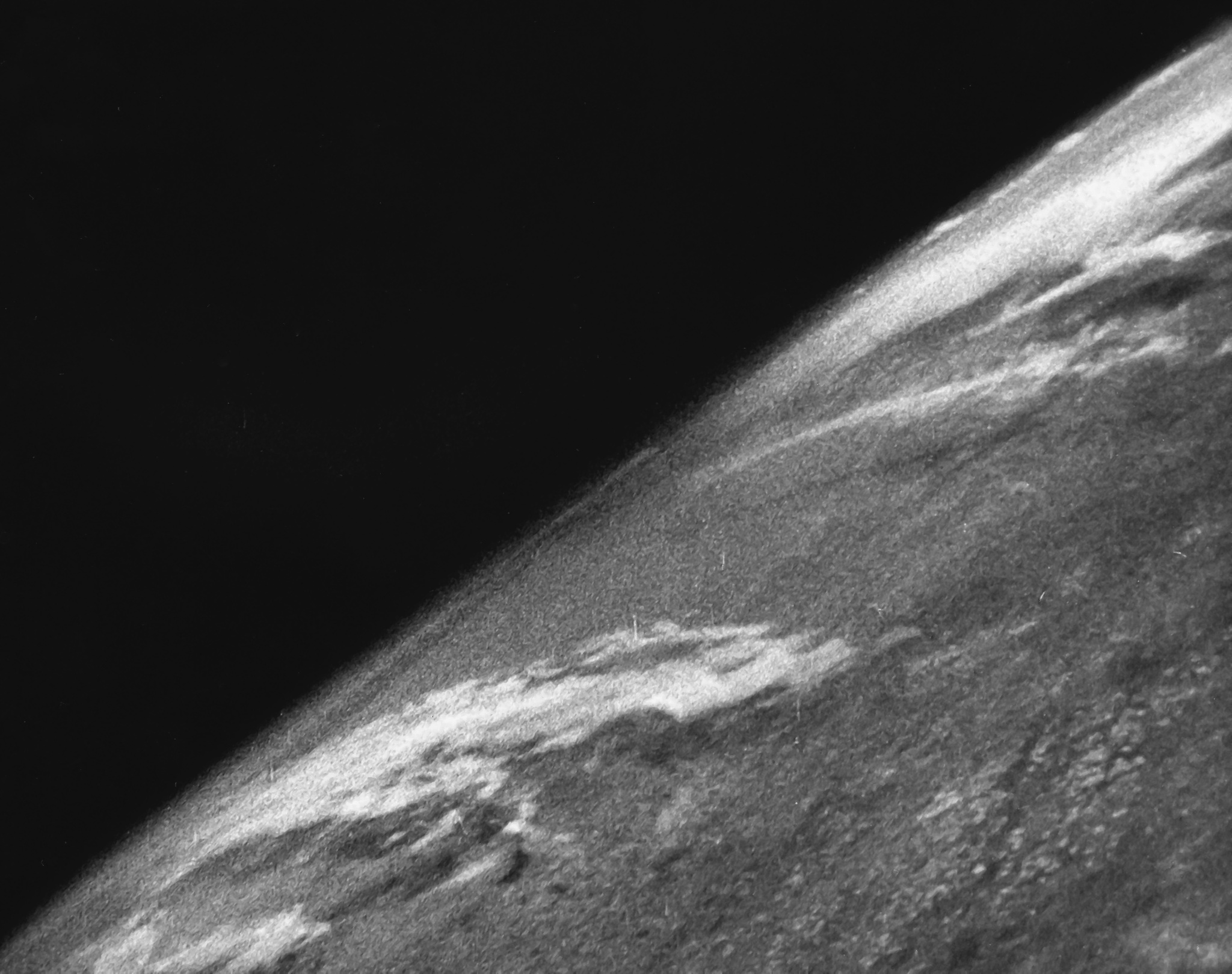
اولین تصویر برداشته‌شده از زمین از درون فضا، توسط دوربین فیلم برداری تعبیه‌شده در موشک وی-۲ شماره ۱۳.

موشک وایت سندز با نام رسمی وی-۲ شماره ۱۳ (انگلیسی: V-2 No. 13)  نسخه ارتقایافته موشک وی-۲ بود که نخستین شیء ساخته بشر است که از درون فضا از زمین تصویر برداشته است. این موشک در ۲۴ اکتبر ۱۹۴۶ از حوزه موشکی وایت سندز واقع در وایت سندز، نیومکزیکو پرتاب شد و تا ارتفاع ۱۰۵ کیلومتری بالا رفت. تصویر مشهوری که این راکت از زمین گرفته، توسط یک دوربین فیلم‌برداری ۳۵میلی‌متری سیاه‌وسفید برداشته شده است.